# Ellbogenaplasie
Die Ellbogenaplasie ist eine sehr seltene angeborene Erkrankung mit dem Hauptmerkmal einer Aplasie des Ellbogengelenks und entsprechend fehlender Beweglichkeit. Es ist mindestens ein Unterarmknochen mit dem Oberarmknochen knöchern verbunden (Synostose).
Synonyme sind: Angeborene Ankylose; Humeroradiale Synostose; Humeroradiale Fusion; Humeroradioulnare Synostose

## Verbreitung
Die Häufigkeit wird mit unter 1 zu 1.000.000 angegeben, die Vererbung erfolgt autosomal-dominant oder  autosomal-rezessiv X-chromosomal.
Bislang wurde über wenige Hundert Patienten berichtet. Das männliche Geschlecht ist etwas häufiger betroffen, in nahezu der Hälfte tritt die Aplasie beidseits auf.

## Ursache
Die Ursache ist bislang nicht bekannt.

## Formen
Nach dem Ausmaß der Synostose können unterschieden werden:
- Humeroradiale Synostose, häufigste Form
- Humeroulnare Synostose, seltenste Form, Umwendbewegung des Unterarmes erhalten
- Humeroradioulnare Synostose

Bei einer radioulnaren Synostose ist das Gelenk und damit die Beweglichkeit erhalten.

## Klassifikation
Folgende Klassifikation nach Pfeiffer und Braun-Quentin ist gebräuchlich:
- Ellenbogenaplasie im Rahmen generalisierter Fehlbildungen mit Synostosen
- Humeroradialsynostose ohne Oligodaktylie
- Humeroradialsynostose mit Oligodaktylie.

## Klinische Erscheinungen
Klinische Kriterien sind:
- Verkürzung des Armes mit Beugung im Ellenbogen oft in Pronationsstellung
- Unterentwickelte Muskulatur des Armes, häufig mit narbiger Einziehung dorsal
- Oft zusätzliche Fehlbildungen an Elle, Mittelhand und Finger, aber auch an den Füßen, eventuell Pterygium

## Diagnose
Im Röntgenbild kann die Fusion erst nach einigen Monaten infolge der fortschreitenden Verknöcherung des Knorpels erkannt werden, während im Ultraschall der fehlende Gelenkspalt bereits vorgeburtlich (intrauterin) erkennbar ist.

## Im Rahmen von Syndromen
Ellenbogenaplasien können bei einigen Syndromen auftreten:
- Antley-Bixler-Syndrom
- Apert-Syndrom
- Pfeiffer-Syndrom
- Crouzon-Syndrom
- Femur-Fibula-Ulna-Syndrom
- Syndrom der multiplen Synostosen
- Mesomele Dysplasie Typ Verloes-David-Pfeiffer